# (400341) 2007 UB127
(400341) 2007 UB127 es un asteroide perteneciente al cinturón de asteroides descubierto el 20 de octubre de 2007 por el equipo del Mount Lemmon Survey desde el Observatorio del Monte Lemmon, Arizona, Estados Unidos.

## Designación y nombre
Designado provisionalmente como 2007 UB127.

## Características orbitales
2007 UB127 está situado a una distancia media del Sol de 2,460 ua, pudiendo alejarse hasta 2,726 ua y acercarse hasta 2,193 ua. Su excentricidad es 0,108 y la inclinación orbital 6,802 grados. Emplea 1409,36 días en completar una órbita alrededor del Sol.

## Características físicas
La magnitud absoluta de 2007 UB127 es 17. 